# ترلیک‌سیز (قره‌تاش)
ترلیک‌سیز (به ترکی استانبولی: Terliksiz) یک منطقهٔ مسکونی در ترکیه است که در قره‌تاش (شهر) واقع شده‌است.